# Olga Alexandrowna Towarnowa
Olga Alexandrowna Towarnowa (russisch Ольга Александровна Товарнова, wiss. Transliteration Ol'ga Aleksandrovna Tovarnova; * 11. April 1985 als Olga Schulikowa russisch Шуликова, englisch Shulikova) ist eine ehemalige russische Leichtathletin, die sich auf den Sprint spezialisiert hat.

## Sportliche Laufbahn
Erste internationale Erfahrungen sammelte Olga Towarnowa im Jahr 2007, als sie bei den U23-Europameisterschaften in Debrecen in 51,57 s die Silbermedaille im 400-Meter-Lauf hinter ihrer Landsfrau Ljudmila Anatoljewna Litwinowa gewann und mit der russischen 4-mal-400-Meter-Staffel in 3:26,58 min die Goldmedaille gewann und damit einen neuen Meisterschaftsrekord aufstellte. Anschließend belegte sie bei der Sommer-Universiade in Bangkok in 52,59 s den fünften Platz über 400 Meter und gewann im Staffelbewerb in 3:30,49 min die Silbermedaille hinter dem ukrainischen Team. 2012 belegte sie bei den Europameisterschaften in Helsinki in 3:28,36 min den sechsten Platz im Staffelbewerb und im Jahr darauf gewann sie bei den Halleneuropameisterschaften in Göteborg in 3:28,18 min gemeinsam mit Tatjana Weschkurowa, Nadeschda Kotljarowa und Xenija Sadorina die Silbermedaille hinter dem britischen Team. Ihr Staffelergebnis bei den Hallenweltmeisterschaften in Sopot wurde nachträglich wegen eines Dopingfalls im Team annulliert und im Jahr darauf belegte sie bei den Halleneuropameisterschaften in Prag in 3:32,53 min den sechsten Platz. Im selben Jahr beendete sie ihre aktive sportliche Karriere im Alter von 30 Jahren.
2013 wurde Towarnowa russische Meisterin in der 4-mal-400-Meter-Staffel.

## Persönliche Bestleistungen
- 400 Meter: 51,16 s, 19. Juni 2007 in Tula
  - 400 Meter (Halle): 52,46 s, 13. Februar 2013 in Moskau